# Scooby Doo (serial animowany)
Scooby Doo (ang. The Scooby-Doo Show) – amerykański serial animowany, trzeci z serii Scooby Doo, wyprodukowany w latach 1976-1978 w wytwórni Hanna-Barbera dla stacji ABC. 
Początkowo serial nie posiadał tytułu, a każda z trzech serii emitowana była jako część innego bloku programowego:
- pierwsza – w bloku Godzina Scooby-Doo/Dynomutt (ang. The Scooby-Doo/Dynomutt Hour) wraz z serialem Dynomutt, Dog Wonder;
- druga – w bloku Scooby's All-Star Laff-A-Lympics wraz z serialami: Scooby Doo i drużyna gwiazd, The Blue Falcon & Dynomutt, Kapitan Grotman i Aniołkolatki oraz Scooby Doo, gdzie jesteś?;
- trzecia – pierwsze osiem odcinków jako wznowienie serialu Scooby Doo, gdzie jesteś? (początkowo uznawanych za 3 sezon wraz z usunięciem oryginalnej czołówki i tyłówki). Pozostałe osiem odcinków nadano w bloku Scooby’s All Stars wraz z serialami: Scooby Doo i drużyna gwiazd, Kapitan Grotman i Aniołkolatki.

W latach 80. XX wieku  powtórki serialu zaczęto emitować jako The Scooby-Doo Show.
W Polsce, pierwsze odcinki pojawiły się na VHS na początku lat 90. za sprawą Polskich Nagrań. Następnie TVP2 emitowało serial w bloku Godzina z Hanna-Barbera. Od 15 listopada 2013 roku serial był emitowany w TV4, od 12 grudnia 2015 roku był emitowany w TV6.

## Wydania DVD

### USA
7 marca 2006 wydano DVD Scooby Doo/Dynomutt Hour – Kompletna seria z odcinkami serii pierwszej.
10 lipca 2007 wydano DVD Scooby Doo, gdzie jesteś? – kompletna trzecia seria z odcinkami serii trzeciej.

### Polska
W Polsce wydano wiele składanek DVD z odcinkami serialu:
- 31 lipca 2007 wydano DVD Scooby Doo i upiorne opowieści z odcinkami 5 oraz 18 (z nowym tytułem) wraz z odcinkami 11, 13 i 17 (z nowymi tytułami) serialu Scooby Doo, gdzie jesteś?)[1].

- 13 listopada 2009 wydano DVD Scooby-Doo i straszna zima pod psem z odcinkiem 27 (wraz z odcinkiem 26 serialu Nowy Scooby i Scrappy Doo, odcinkiem 17 serialu Scooby Doo, gdzie jesteś? oraz odcinkiem 9c serialu Scooby i Scrappy Doo)[2].

- 14 maja 2012 wydano DVD Scooby Doo! 13 strasznych opowieści – Upiorne hece na całym świecie z odcinkami: 2 (z nowym tytułem), 7, 16 (z nowym tytułem), 26 (z nowym tytułem), 28 (z nowym tytułem) oraz 37 (z nowym tytułem) z innymi dialogami w dubbingu (wraz z odcinkami 5 i 15 z innymi tytułami i dialogami w dubbingu serialu Scooby i Scrappy Doo, odcinkami 16 (z nowym tytułem) i 30 serialu Co nowego u Scooby’ego?, odcinkiem 10a serialu Scooby i Scrappy Doo (1980) oraz odcinkiem 19 serialu Nowe przygody Scooby’ego)[3].

- 13 września 2013 wydano DVD Scooby-Doo i wampiry z odcinkiem 18 (wraz z odcinkiem 21 serialu Co nowego u Scooby’ego? oraz odcinkiem 1b serialu Scooby i Scrappy Doo)[4].

- 15 listopada 2013 wydano DVD Scooby-Doo! 13 strasznych opowieści: Ratuj się kto może! z odcinkami 6 i 19 (wraz z odcinkiem specjalnym Scooby Doo i Polny Upiór, odcinkami 12, 23, 24 serialu Scooby Doo, gdzie jesteś?, odcinkami 33b serialu Scooby i Scrappy Doo, odcinkiem 16b serialu Nowe przygody Scooby’ego, odcinkiem 20 serialu Co nowego u Scooby’ego?, odcinkami 2 i 10 serialu 13 demonów Scooby Doo)[5].

- 7 sierpnia 2015 wydano DVD Scooby-Doo! 13 strasznych opowieści: Na fali z odcinkami 26 i 31 (wraz z odcinkami: 3c (z innym tytułem), 14, 15ab (z innym tytułem), 16c (z innym tytułem) serialu Scooby i Scrappy Doo (1980), odcinkiem specjalnym Scooby Doo i plażowy potwór, odcinkami 3 i 21 serialu Scooby Doo, gdzie jesteś?, odcinkiem 9 serialu Szczeniak zwany Scooby Doo, odcinkiem 19 serialu Kudłaty i Scooby Doo na tropie, odcinkiem 9 serialu Co nowego u Scooby’ego? oraz odcinkami 5 i 9 serialu Scooby i Scrappy Doo (1979))[6][7].

## Przegląd sezonów
| Sezon | Sezon | Odcinki | Pierwsza emisja w Stanach Zjednoczonych | Pierwsza emisja w Stanach Zjednoczonych |
| Sezon | Sezon | Odcinki | Pierwszy odcinek                        | Ostatni odcinek                         |
| ----- | ----- | ------- | --------------------------------------- | --------------------------------------- |
|       | 1     | 16      | 11 września 1976                        | 18 grudnia 1976                         |
|       | 2     | 8       | 10 września 1977                        | 29 października 1977                    |
|       | 3     | 16      | 9 września 1978                         | 23 grudnia 1978                         |

## Lista odcinków
| Premiera w USA        | Numer odcinka | Numer odcinka | Numer odcinka | Polski tytuł                                                                            | Angielski tytuł                             |
| Premiera w USA        | kolejny (USA) | kolejny (POL) | w serii       | Polski tytuł                                                                            | Angielski tytuł                             |
| --------------------- | ------------- | ------------- | ------------- | --------------------------------------------------------------------------------------- | ------------------------------------------- |
|                       |               |               |               |                                                                                         |                                             |
| SERIA PIERWSZA (1976) |               |               |               |                                                                                         |                                             |
|                       |               |               |               |                                                                                         |                                             |
| 11.09.1976            | 01            | 01            | 01            | Scooby Doo Honorowym Psem Policyjnym                                                    | High Rise Hair Raiser                       |
|                       |               |               |               |                                                                                         |                                             |
| 12.09.1976            | 02            | 02            | 02            | Gospodarzem fiesty będzie Duch AzteckiTytuł DVD: Gospodarzem fiesty jest Aztecki Duch   | The Fiesta Host is an Aztec Ghost           |
|                       |               |               |               |                                                                                         |                                             |
| 25.09.1976            | 03            | 03            | 03            | Makabryczne igraszki aligatora ludojada                                                 | The Gruesome Ghost of the Gator Ghoul       |
|                       |               |               |               |                                                                                         |                                             |
| 02.10.1976            | 04            | 04            | 04            | Jaki porażający duch!                                                                   | Watt A Shocking Ghost                       |
|                       |               |               |               |                                                                                         |                                             |
| 09.10.1976            | 05            | 05            | 05            | Jeździec bez głowy w Halloween                                                          | The Headless Horseman Of Halloween          |
|                       |               |               |               |                                                                                         |                                             |
| 16.10.1976            | 06            | 06            | 06            | Wielkie strachy w zamku Camelot                                                         | Scared Alot in Camelot                      |
|                       |               |               |               |                                                                                         |                                             |
| 23.10.1976            | 07            | 07            | 07            | Podejrzane sanatorium                                                                   | The Harem Scarum Sanitarium                 |
|                       |               |               |               |                                                                                         |                                             |
| 30.10.1976            | 08            | 08            | 08            | Historia pościgu za zombie bez twarzy                                                   | The No Face Zombie Chase                    |
|                       |               |               |               |                                                                                         |                                             |
| 06.11.1976            | 09            | 09            | 09            | Mamba Wamba                                                                             | Mamba Wamba and the Voodoo Hoodoo           |
|                       |               |               |               |                                                                                         |                                             |
| 13.11.1976            | 10            | 10            | 10            | Przerażony pies spotyka demony                                                          | A Frightened Hound Meets Demons Underground |
|                       |               |               |               |                                                                                         |                                             |
| 20.11.1976            | 11            | 11            | 11            | Jak Scooby Doo się byczył                                                               | A Bum Steer for Scooby                      |
|                       |               |               |               |                                                                                         |                                             |
| 25.11.1976            | 12            | 12            | 12            | Demoniczny rekin                                                                        | There’s a Demon Shark in the Foggy Dark     |
|                       |               |               |               |                                                                                         |                                             |
| 27.11.1976            | 13            | 13            | 13            | Scooby i skarb piratów                                                                  | Scooby Doo Where’s the Crew                 |
|                       |               |               |               |                                                                                         |                                             |
| 04.12.1976            | 14            | 14            | 14            | Upiór na stadionie                                                                      | The Ghost that Sacked the Quarterback       |
|                       |               |               |               |                                                                                         |                                             |
| 11.12.1976            | 15            | 15            | 15            | Nawiedzona wytwórnia lodów                                                              | The Ghost of The Bad Humor Man              |
|                       |               |               |               |                                                                                         |                                             |
| 18.12.1976            | 16            | 16            | 16            | Waszyngton za upiornymi drzwiamiTytuł DVD: Upiory z przeszłości                         | The Spirits of 76                           |
|                       |               |               |               |                                                                                         |                                             |
| SERIA DRUGA (1977)    |               |               |               |                                                                                         |                                             |
|                       |               |               |               |                                                                                         |                                             |
| 10.09.1977            | 17            | 17            | 01            | Klątwa Wikingów                                                                         | The Curse of Viking Lake                    |
|                       |               |               |               |                                                                                         |                                             |
| 17.09.1977            | 18            | 18            | 02            | Nietoperze, wampiry i tchórzeTytuł DVD: Wampiry, nietoperze i koszmarne kociska         | Vampire Bats and Scaredy Cats               |
|                       |               |               |               |                                                                                         |                                             |
| 24.09.1977            | 19            | 19            | 03            | Pteroczłek z Kanionu                                                                    | Hang In There, Scooby-Doo                   |
|                       |               |               |               |                                                                                         |                                             |
| 01.10.1977            | 20            | 24            | 04            | O upiorze, który grał w horrorze                                                        | The Chiller Diller Movie Thriller           |
|                       |               |               |               |                                                                                         |                                             |
| 08.10.1977            | 21            | 21            | 05            | Wyścig z widmowym rajdowcem                                                             | The Spooky Case of the Grand Prix Race      |
|                       |               |               |               |                                                                                         |                                             |
| 15.10.1977            | 22            | 22            | 06            | Wiedźma z Pajęczej Góry                                                                 | The Ozark Witch Switch                      |
|                       |               |               |               |                                                                                         |                                             |
| 22.10.1977            | 23            | 23            | 07            | Rejs z dreszczykiem                                                                     | The Creepy Cruise                           |
|                       |               |               |               |                                                                                         |                                             |
| 29.10.1977            | 24            | 20            | 08            | Potwór z morskich głębin                                                                | The Creepy Heep From The Deep               |
|                       |               |               |               |                                                                                         |                                             |
| SERIA TRZECIA (1978)  |               |               |               |                                                                                         |                                             |
|                       |               |               |               |                                                                                         |                                             |
| 09.09.1978            | 25            | 25            | 01            | Uważaj, Williwaw!                                                                       | Watch Out! The Willawaw!                    |
|                       |               |               |               |                                                                                         |                                             |
| 16.09.1978            | 26            | 26            | 02            | Niesamowita historia w Trójkącie BermudzkimTytuł DVD: Galimatias w trójkącie bermudzkim | A Creepy Tangle in the Bermuda Triangle     |
|                       |               |               |               |                                                                                         |                                             |
| 23.09.1978            | 27            | 27            | 03            | Upiorna noc z Yeti                                                                      | A Scary Night With A Snow Beast Fright      |
|                       |               |               |               |                                                                                         |                                             |
| 30.09.1978            | 28            | 28            | 04            | Pokonać wiedźmęTytuł DVD: Polowanie na wiedźmę                                          | To Switch a Witch                           |
|                       |               |               |               |                                                                                         |                                             |
| 07.10.1978            | 29            | 29            | 05            | Smolny Potwór                                                                           | The Tar Monster                             |
|                       |               |               |               |                                                                                         |                                             |
| 14.10.1978            | 30            | 30            | 06            | Zamieszanie ze Szkotami i innymi zjawiskami                                             | A Highland Fling with a Monstrous Thing     |
|                       |               |               |               |                                                                                         |                                             |
| 21.10.1978            | 31            | 31            | 07            | Żelazna maska                                                                           | The Creepy Case of Old Iron Face            |
|                       |               |               |               |                                                                                         |                                             |
| 28.10.1978            | 32            | 32            | 08            | Uwaga, Jaguaro!Tytuł DVD: Rety! To Jaguaro!                                             | Jeepers! It's A Jaguaro!                    |
|                       |               |               |               |                                                                                         |                                             |
| 04.11.1978            | 33            | 33            | 09            | Kocia ucieczka                                                                          | Make a Beeline Away From That Feline        |
|                       |               |               |               |                                                                                         |                                             |
| 11.11.1978            | 34            | 34            | 10            | Potwór z Ogrodu Botanicznego                                                            | The Creepy Creature of Vultures Claw        |
|                       |               |               |               |                                                                                         |                                             |
| 18.11.1978            | 35            | 35            | 11            | Diaboliczny demon płytowy                                                               | The Diabolical Disc Demon                   |
|                       |               |               |               |                                                                                         |                                             |
| 25.11.1978            | 36            | 36            | 12            | Scooby Doo i chińszczyzna w pałacu Rampoo                                               | Scooby’s Chinese Fortune Kooky Caper        |
|                       |               |               |               |                                                                                         |                                             |
| 02.12.1978            | 37            | 37            | 13            | Wenecki dreszczowiecTytuł DVD: Groza w Wenecji                                          | A Menace in Venice                          |
|                       |               |               |               |                                                                                         |                                             |
| 09.12.1978            | 38            | 38            | 14            | Uciekaj brachu z twierdzy strachu                                                       | Don’t Go Near the Fortress of Fear          |
|                       |               |               |               |                                                                                         |                                             |
| 16.12.1978            | 39            | 39            | 15            | Czarownik z Wimbledonu                                                                  | The Warlock of Wimbledon                    |
|                       |               |               |               |                                                                                         |                                             |
| 23.12.1978            | 40            | 40            | 16            | Zagadka potwora z Bezdennego Jeziora                                                    | The Beast is Awake in Bottomless Lake       |
|                       |               |               |               |                                                                                         |                                             |